# Egon Schiele
Egon Leo Adolf Schiele, más conocido como Egon Schiele (Tulln an der Donau, Austria, 12 de junio de 1890-Viena, Austria, 31 de octubre de 1918), fue un pintor y grabador austriaco contemporáneo y discípulo de Gustav Klimt. Fue, junto a Oskar Kokoschka, el mayor representante del expresionismo austriaco. En su corta pero agitada vida produjo 340 pinturas y alrededor de 2800 dibujos.
Su vida estuvo rodeada por un aura de misticismo y de talento muy precoz. Entre su obra creativa figuran poemas y experimentos fotográficos. Su particular estilo lo situó entre los movimientos expresionistas, especialmente de la Secesión de Viena, con una tipología muy personal.

Una de las características más fuertes en la pintura de Schiele es la destreza y la firmeza de su trazo, el cual seguía una vez comenzado sin treguas, hasta el final, sin ninguna corrección posterior. Parece que el artista continuaba con su dibujo sin importarle que el modelo se moviera o cambiara de lugar, puesto que la línea seguía su rumbo cargando con toda su dimensión emocional.

Las principales obras de Egon Schiele se conservan en Viena, distribuidas entre la Österreichische Galerie Belvedere y el Leopold Museum inaugurado en el año 2001 que es el que conserva el mayor número de obras. Asimismo, la mayoría de su gran colección de dibujos se encuentra en la Albertina, también en Viena.

## Primeros años

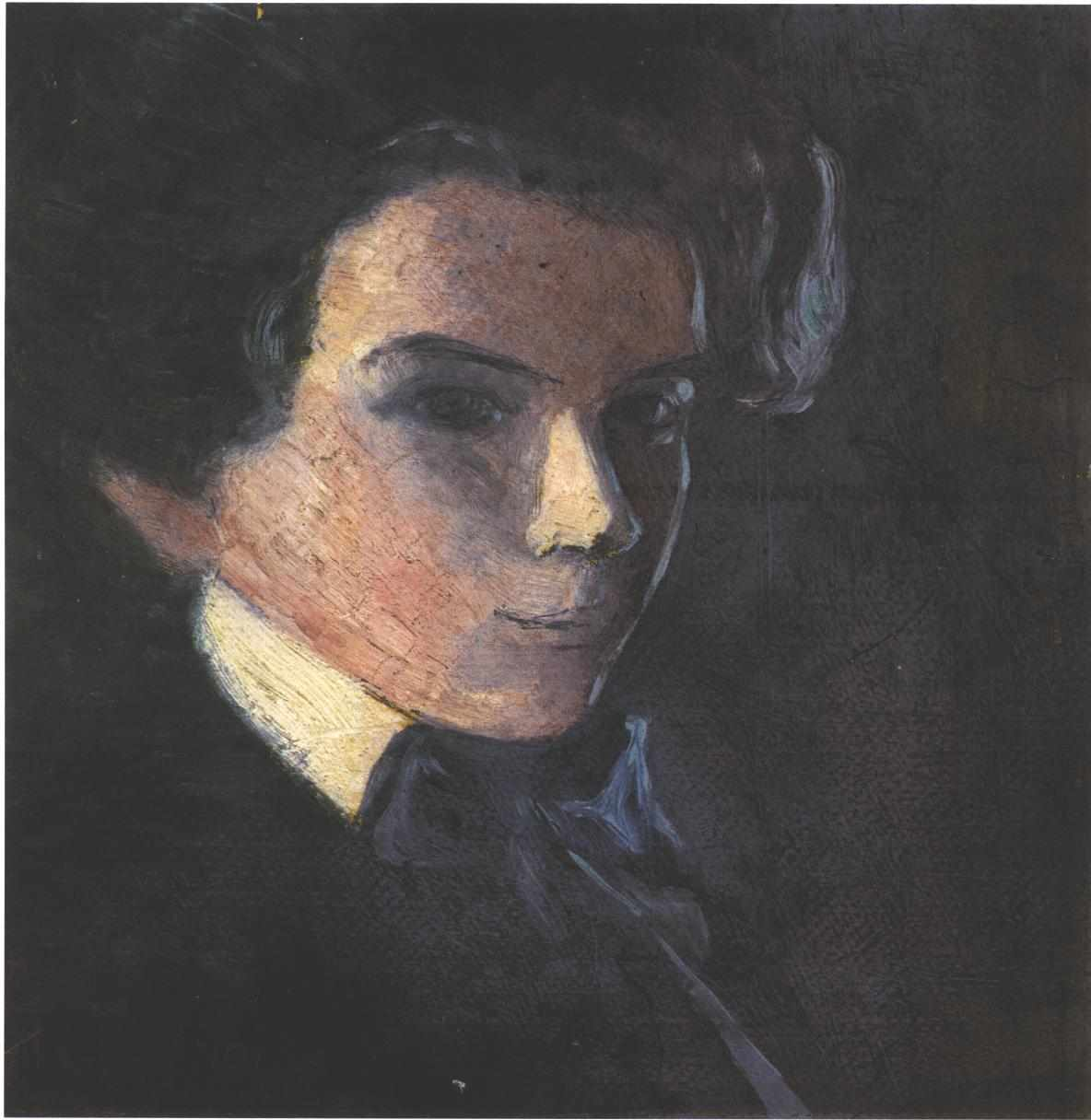
Autorretrato (1907).

Su padre Adolf Eugen Schiele (1850-1905) era jefe de estación y procedía del norte de Alemania y su madre Marie (1862-1935) —Soukoupova de soltera—, era originaria de Krumau (actualmente Český Krumlov) en Bohemia. Tenía tres hermanas Elivira (1883-1893), Melanie (1886-1974)  y Gertrude (1894-1981), quien modela para Egon desde una edad temprana. En 1905 su padre murió y el joven Schiele fue enviado a casa de un tío, Leopold Czihaczek, el cual, después de haber intentado inútilmente que se dedicara a los ferrocarriles, aceptó su talento artístico, seguramente por las peticiones de apoyo solicitadas por la madre de Schiele para conseguir que el tutor se hiciera cargo de la manutención durante sus estudios en Viena. Ya en esta época empezó a pintar, en especial autorretratos.
En sus primeros trabajos infantiles, la influencia de su familia ferroviaria se hace patente en sus dibujos de trenes y, más tarde, en algunos de sus paisajes donde las formas parecen surgir de una sucesión de imágenes observadas a través de las ventanillas de un tren. Se sabe que durante su estancia en Viena muchas veces tomaba el tren hasta Bregenz y hacía el camino de vuelta con el siguiente, sin haberse detenido a visitar la ciudad. Estando invitado en casa del crítico de arte Arthur Roessler, tuvo este un día la ocasión de ver una escena que describió:

Schiele estaba sentado en medio de la estancia sobre el suelo desnudo haciendo que a su alrededor circulara un pequeño y gracioso tren de juguete accionado por un resorte... Por muy asombrosa que fuera la escena del joven seriamente ocupado con el juguete, mucho más desconcertante todavía era el fantástico virtuosismo con el que aquel jugador reproducía los múltiples tonos del silbido del vapor, los pitidos de las señales, el traqueteo de las ruedas, los golpes de los raíles, el rechinar de los ejes y el agudo grito del acero al frenar... Resultaba asombroso todo lo que Schiele estaba ejecutando. Con aquello hubiera podido actuar en cualquier escenario de variedades.

## Primera época vienesa y analogía con Klimt
En 1906 ingresó en la Academia de Bellas Artes de Viena, donde estudió dibujo y diseño. En 1909 frustrado por el ambiente conservador y cerrado, donde la disciplina impartida lo obligaba a seguir caminos académicos con el estudio de modelos al natural, composiciones y ropajes «a lo antiguo», abandonó la Academia y fundó la Neukunstgruppe (Grupo del nuevo arte) junto con algunos compañeros.
En 1907 conoció al pintor Gustav Klimt, al que siempre admiró y fue un maestro muy influyente para Schiele. De él adoptó sus principios creativos, en cuanto a acentuar el dibujo de sus pinturas con líneas gruesas, especialmente en la representación del cuerpo desnudo. Fue a través de Klimt como Schiele se incorporó a la nueva corriente de una comunidad artística llamada Secesión vienesa, con edificio propio para exposiciones realizado por Joseph Maria Olbrich y cuyo lema era «A cada época su arte y al arte su libertad». Klimt fue el pintor más destacado del grupo y el primer presidente de la Secesión.
Klimt también le tuvo mucha estima, y le presentó a algunos ricos mecenas que le aseguraron una cierta estabilidad financiera como debutante en la escena artística vienesa. Durante un encuentro entre ambos, Schiele le propuso a Klimt un intercambio de dibujos, a lo que accedió, e incluso le compró unos cuantos más. En 1908, Schiele celebró su primera exposición individual en la Wiener Werkstätte, fundada en 1903 por el arquitecto Josef Hoffman y Koloman Moser. En ella, presentó obras cuyo fundamento teórico radicaba en la idea de «obra de arte total», el arte no se limitaba a las áreas tradicionales sino que también a lo formal y espiritual que afectaba a la vida diaria. Abandonó el rígido estilo de la Academia, y giró hacia el expresionismo: junto a los retratos de amigos y autorretratos, representó el desnudo a través de una agresiva distorsión figurativa. Si Klimt presentaba la figura y el ornamento como una relación de contraste donde mostraba una especie de juego entre el encubrimiento y revelación y donde el cuerpo se convertía en un signo ornamental, en Schiele, este juego se convirtió en algo más serio, la línea es la que mostraba el significado, no tapaba ni escondía, sino que liberaba, era esta propia línea la que contaba con valores ornamentales.
En este mismo año de 1909, Schiele expuso en la II Exposición Internacional ubicada en 54 salas del Kunstschau, que constituyó la más grande cita artística que se había visto hasta entonces en Austria. Se expusieron obras tan variadas que abarcaban desde la pintura y escultura, al objeto de uso cotidiano, adorno floral, escenografía y vestuario. En el discurso inaugural, realizado por Klimt, afirmó: «Ningún sector de la vida es tan exiguo e insignificante que no ofrezca espacio a las aspiraciones artísticas». Se consiguió reunir a artistas de la vanguardia europea como eran Ernst Barlach, Paul Gauguin, Max Klinger, Pierre Bonnard, Max Lieberman, Henri Matisse, Edvard Munch, Vincent Van Gogh. También se encontraban el escultor belga Georges Minne que, junto al pintor Ferdinand Hodler, fueron los que más influyeron en el arte expresionista de Schiele, el cual expuso cuatro retratos en una sala donde también tenía obras Oskar Kokoschka. De lo que se exponía en esta sala salió una crítica en la revista Neue Freie Presse en la que se decía: «Hay que entrar con cuidado en una sala secundaria con supuestas pinturas decorativas de Kokoschka. Las personas con gusto se exponen aquí a sufrir un ataque de nervios.»
Después de una exposición organizada en la galería Pisko de Viena con sus compañeros de la Neukunstgruppe, en la que no se obtuvo el éxito esperado a pesar de haber contado con la visita del archiduque Francisco Fernando de Austria, abandonó esta fundación para dedicarse «hacia sí mismo». En una carta dirigida al consejero de la corte Josef Czermak de 1910, en la que le comunicaba una próxima exposición individual en la Galería Miethke, concluía dicha misiva con la frase: «Hasta marzo he pasado a través de Klimt. Hoy creo que soy otro completamente distinto...»

## Caso Neulengbach

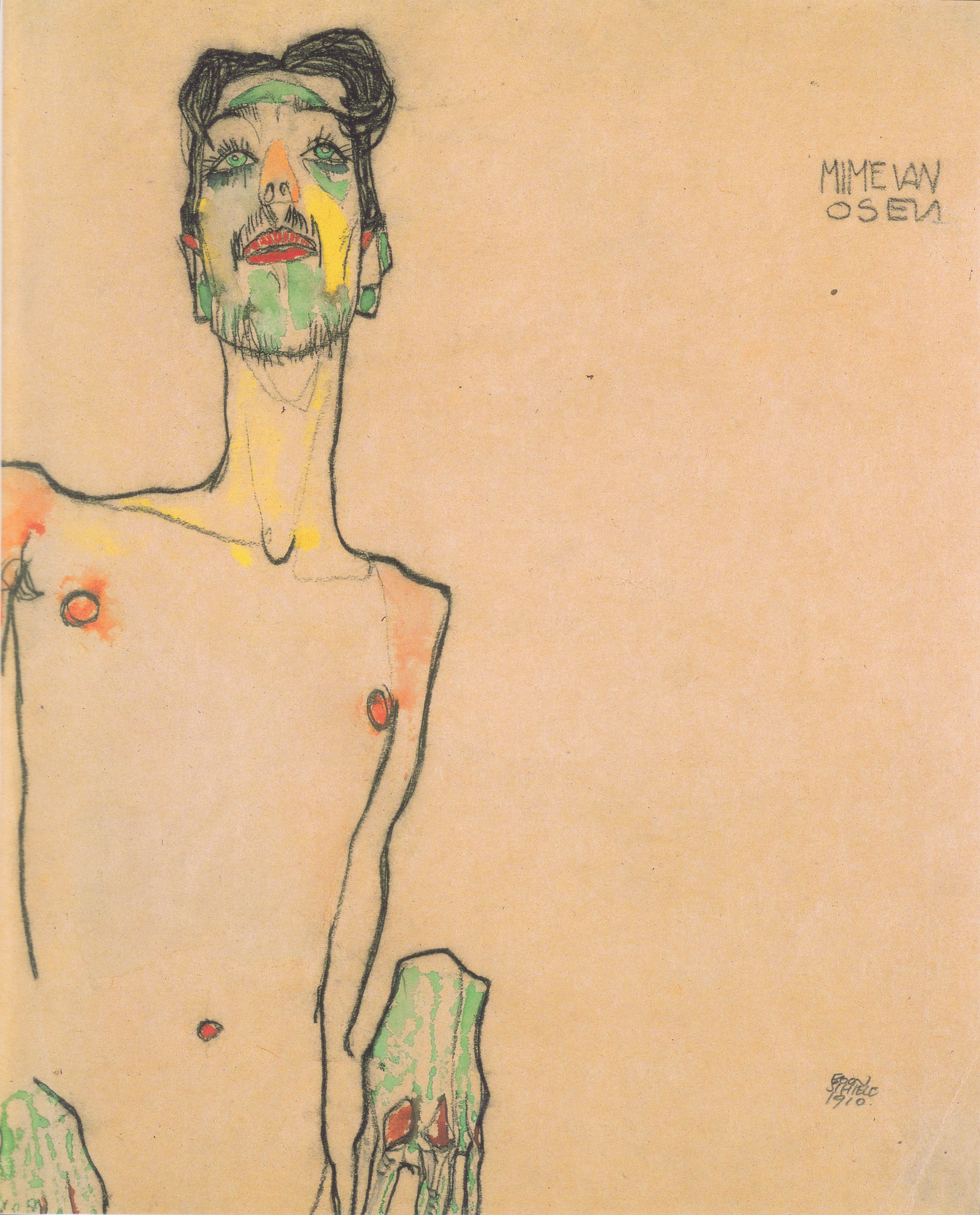
Retrato de Erwin Osen (Mime van Osen) 1910.

Hacia 1910 conoció al escenógrafo Erwin Osen, con el que alquiló por primera vez un estudio en Krumau —el pueblo de su madre—. Allí realizó autorretratos desnudo y retratos a su amigo Osen en la misma temática. Esta intención de huir de Viena se la anunció a su cuñado Anton Peschka en una carta: 

Quiero salir muy pronto de Viena. Qué espantosa es la vida aquí. Toda la gente me envidia y conspira contra mí; antiguos colegas me miran mal. En Viena reinan las sombras, la ciudad es negra y todo son prescripciones... tengo que ver algo nuevo y quiero investigarlo, quiero paladear aguas oscuras y árboles que se quiebran, ver vientos salvajes; quiero mirar asombrado verjas mohosas, como viven todos ellos, escuchar bosques jóvenes de abedules y las hojas tiritando, quiero ver luz y sol y disfrutar al atardecer de los húmedos valles de color azul verdoso. Sentir como brillan los peces dorados, ver como se forman las nubes blancas, quiero hablar con las flores. Ver con cariño los prados y las gentes sonrosadas, conocer iglesias antiguas y dignas y pequeñas catedrales, quiero correr sin parar por redondeadas colinas y amplias llanuras, quiero besar la tierra y oler las suaves y cálidas flores del musgo; después crearé con tanta hermosura: campos de colores...

En 1911 conoció en Viena a Valerie (Wally) Neuzil, de 17 años, con la que entabló una relación sentimental y fue su modelo en algunas de sus mejores obras. Schiele y Wally decidieron marcharse para tratar de conseguir la inspiración en el campo y se trasladaron a Krumau. Su forma de vida chocó a los habitantes de la pequeña población, la convivencia libre con su modelo y que dibujaba a muchachas demasiado jóvenes, por lo que pronto abandonaron Krumau y se dirigieron a Neulengbach, situada al oeste de Viena. El máximo escándalo se produjo en 1912, cuando fue acusado de corrupción de menores por la edad de su joven amante, además de por su costumbre de tener como modelos a los niños que se acercaban a su casa y que, a menudo, retrataba desnudos o en posiciones que parecían obscenas. Esto hizo que se considerara su obra como pornográfica. La conclusión de este hecho fue el arresto preventivo de tres semanas en la cárcel y la condena posterior de tres días de prisión junto con la quema de uno de sus dibujos, que tenía en su estudio, de una muchacha vestida de medio cuerpo para arriba.
Esta historia fue publicada cuatro años después de su defunción por Arthur Roessler (1922) como una narración auténtica del pintor. Se ha demostrado que parte del relato fue una invención propia de Roessler, puesto que entre el texto incorporó trece hojas escritas por Schiele en la cárcel (junto con otras tantas acuarelas y dibujos) en las que se describía como una víctima con el pelo rapado y la tortura reflejada en su cara; en muchos de estos dibujos aparecen escritos que muestran su «verdad»: El arte no puede ser moderno, el arte es eterno; Aquella naranja era la única luz; Me siento purificado y no castigado; Reprimir a un artista es un delito, significa asesinar vida en gestación; Persistiré con gusto por el arte y por mis seres queridos o La puerta hacia el exterior entre otros.

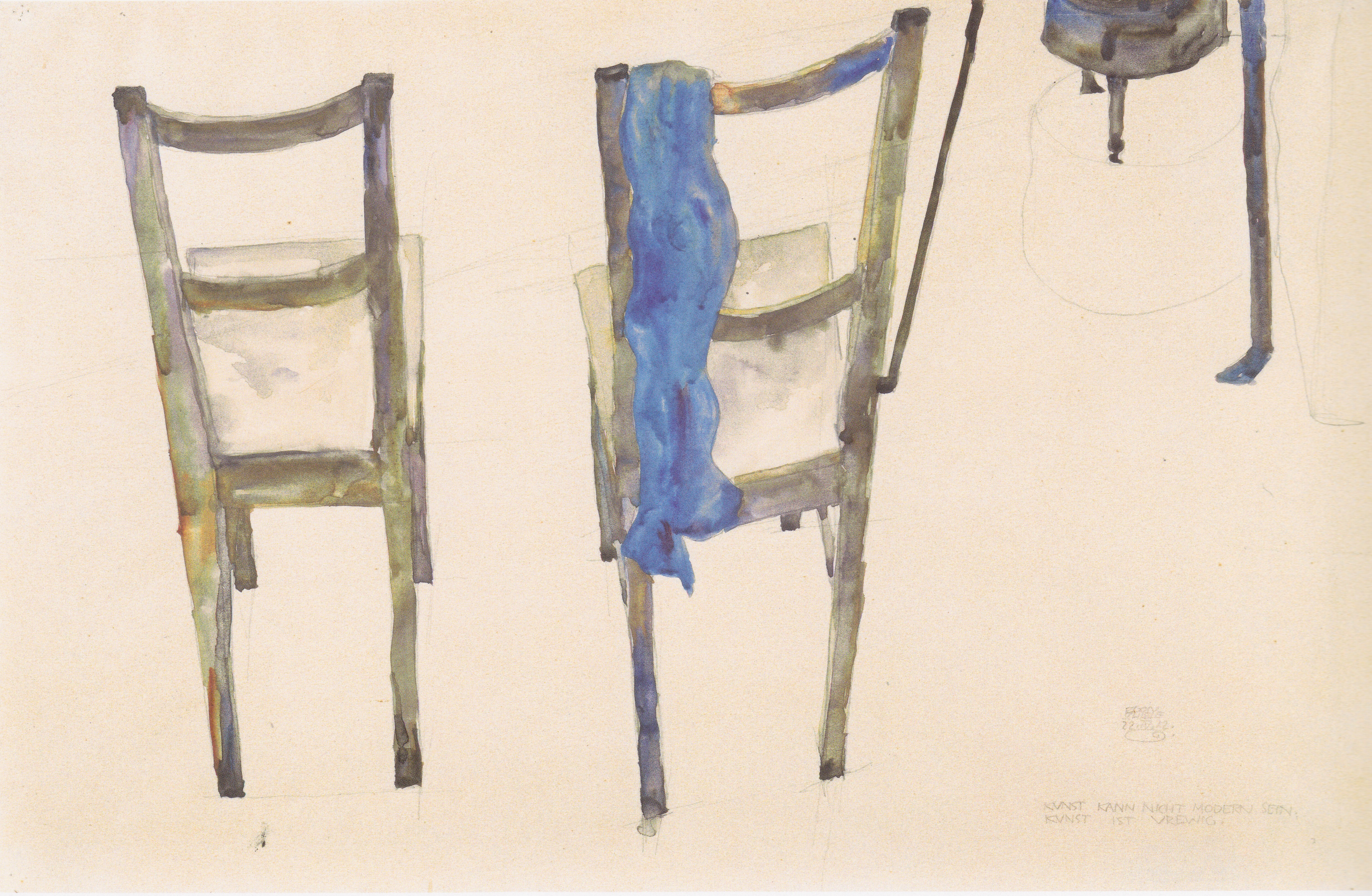
El arte no puede ser moderno, el arte es eterno.
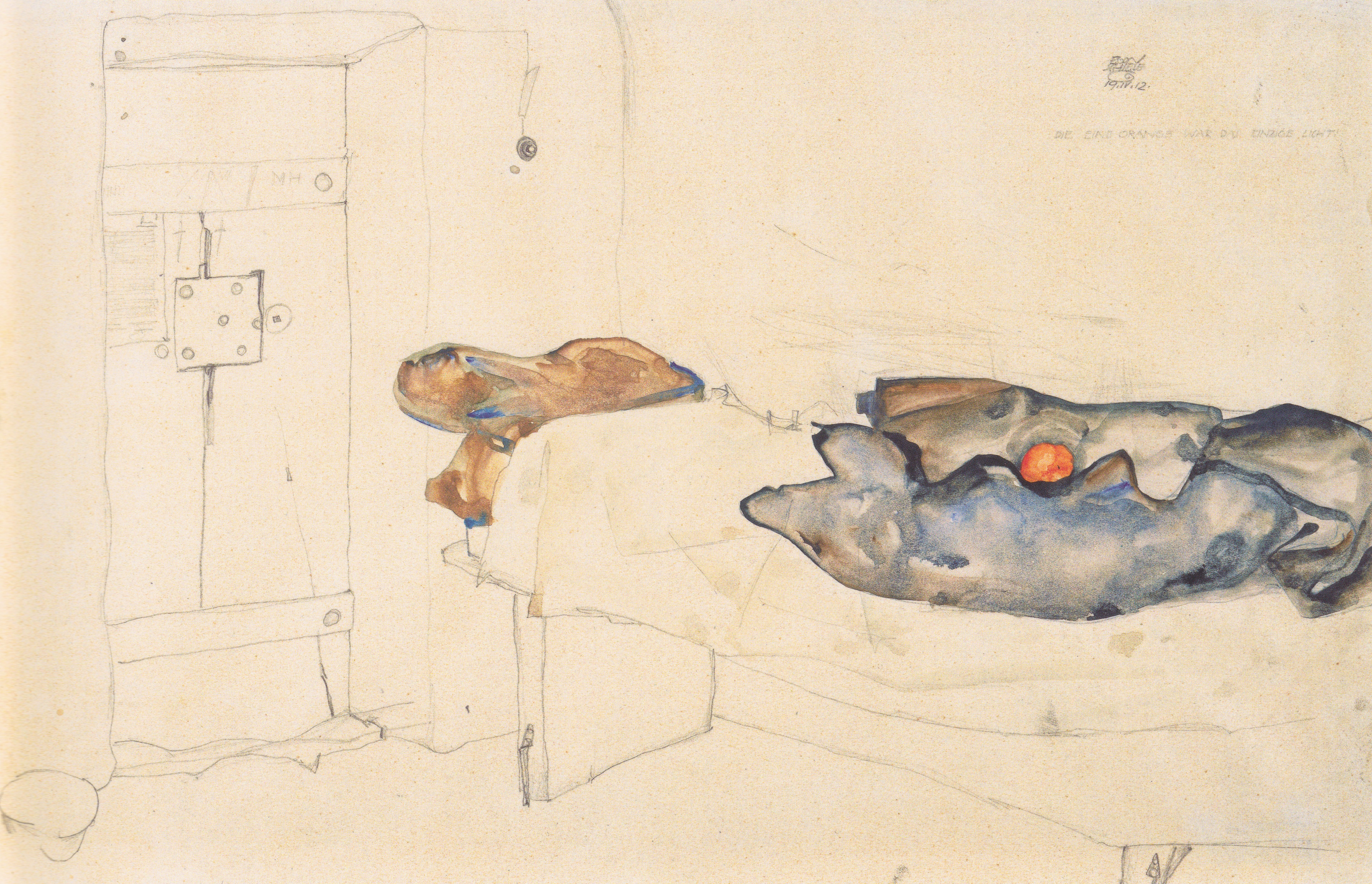
Aquella naranja era la única luz.
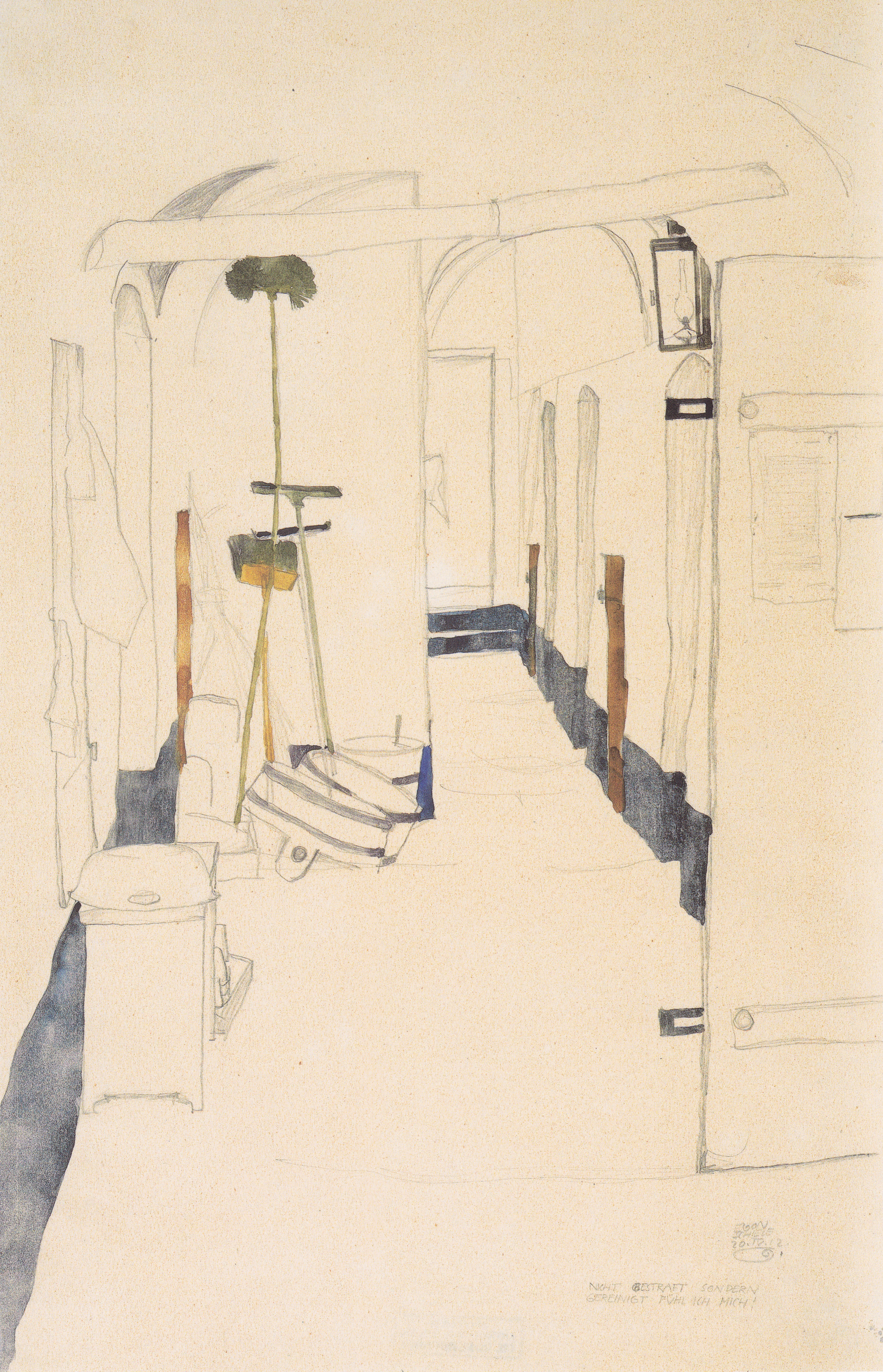
Me siento purificado y no castigado.
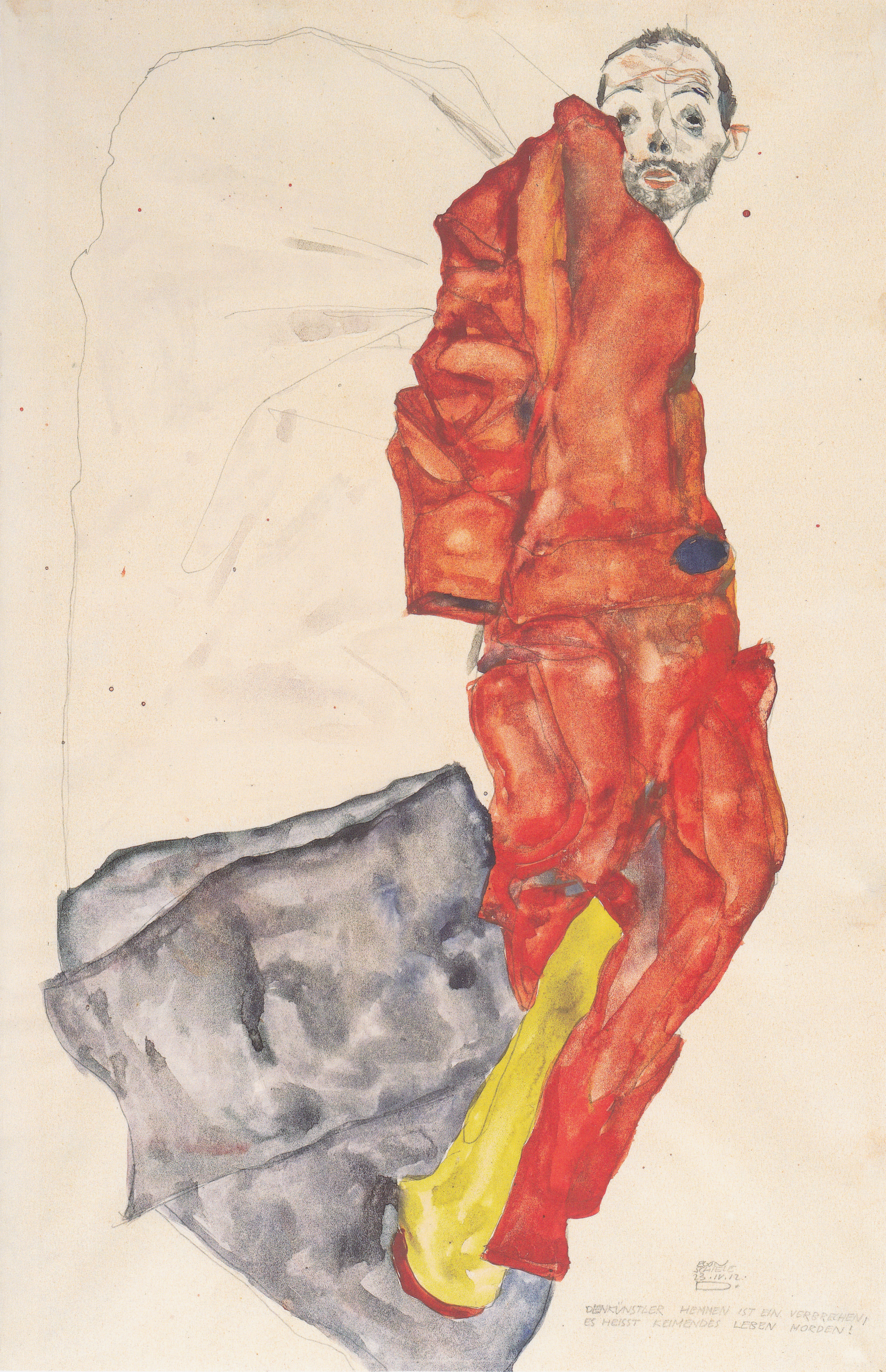
Reprimir a un artista es un delito, significa asesinar vida en gestación.
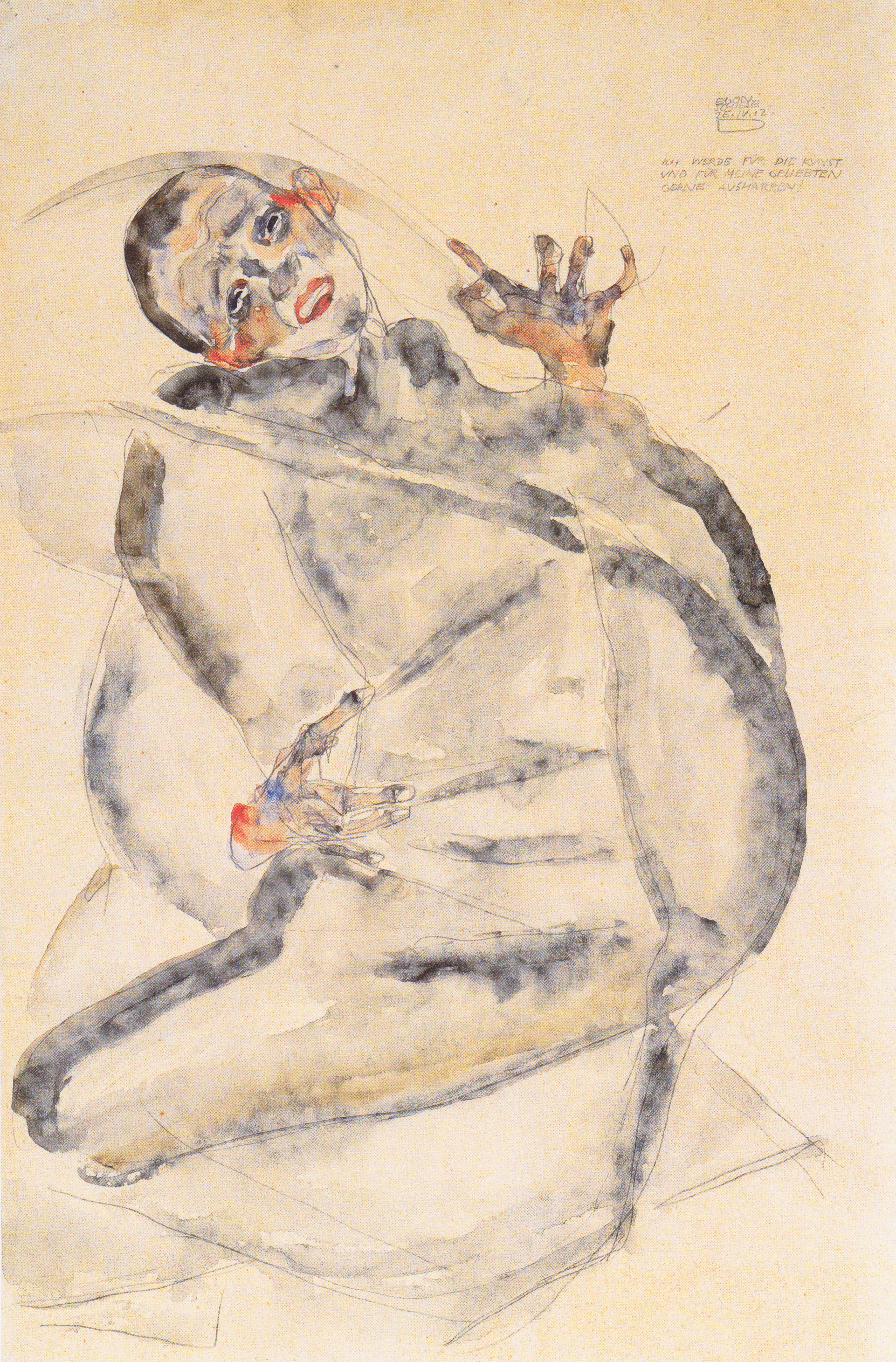
Persistiré con gusto por el arte y por mis seres queridos.
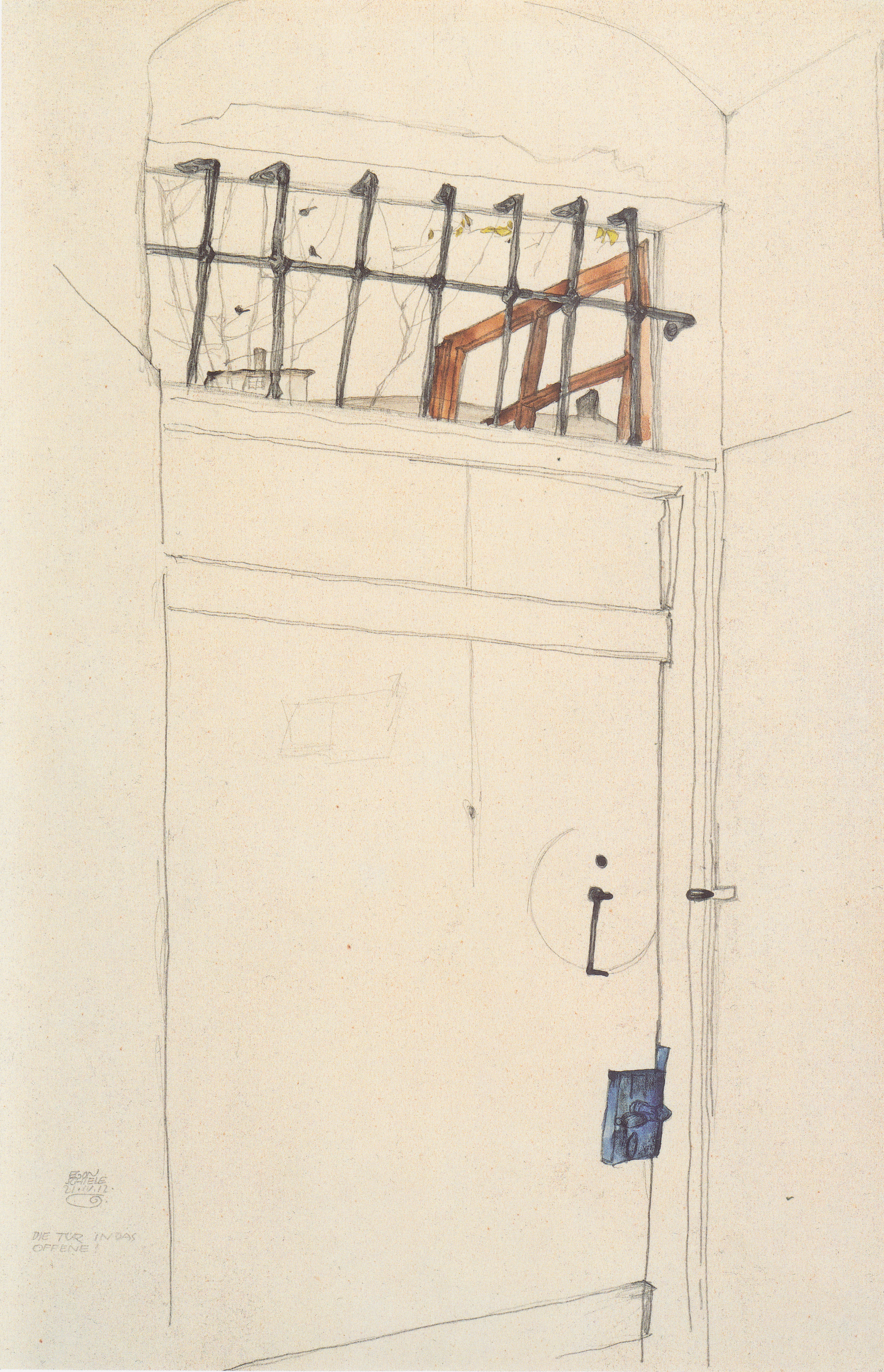
La puerta hacia el exterior.

Schiele volvió a Viena e instaló su nuevo estudio. Gracias a su amigo Klimt, obtuvo numerosos encargos y volvió a lo alto de la escena artística austríaca. Llegó a participar en muchas exposiciones internacionales, en Budapest, en la galería Hans Goltz en Múnich y en la exposición «Sonderbund» de Colonia. Su producción artística se hizo muy numerosa en esos momentos. Conoció a grandes coleccionistas, entre los que destacaba el industrial August Lederer que le pidió la realización de un retrato de su hijo Erich, para lo que le invitó a pasar las navidades de 1912 en su casa de Györ. Desde allí, mandó cartas donde describía el lujo de la vida de su anfitrión, el magnífico carruaje que siempre estaba a punto de ser usado y todo el personal de servicio vestido de «gris con botones de plata». En 1913 entró a formar parte de la Liga de Artistas Austriacos, participando en numerosas exposiciones, como la exposición internacional de «Blanco y Negro» en la Secesión de Viena, Hamburgo, Stuttgart o Berlín. En esta última ciudad es donde se fijó en él el fundador y editor de la revista Die Aktion y empezó a colaborar en artículos. En el año 1916 se dedicó un número especial de la misma íntegramente a la obra de Egon Schiele.

## Matrimonio y muerte

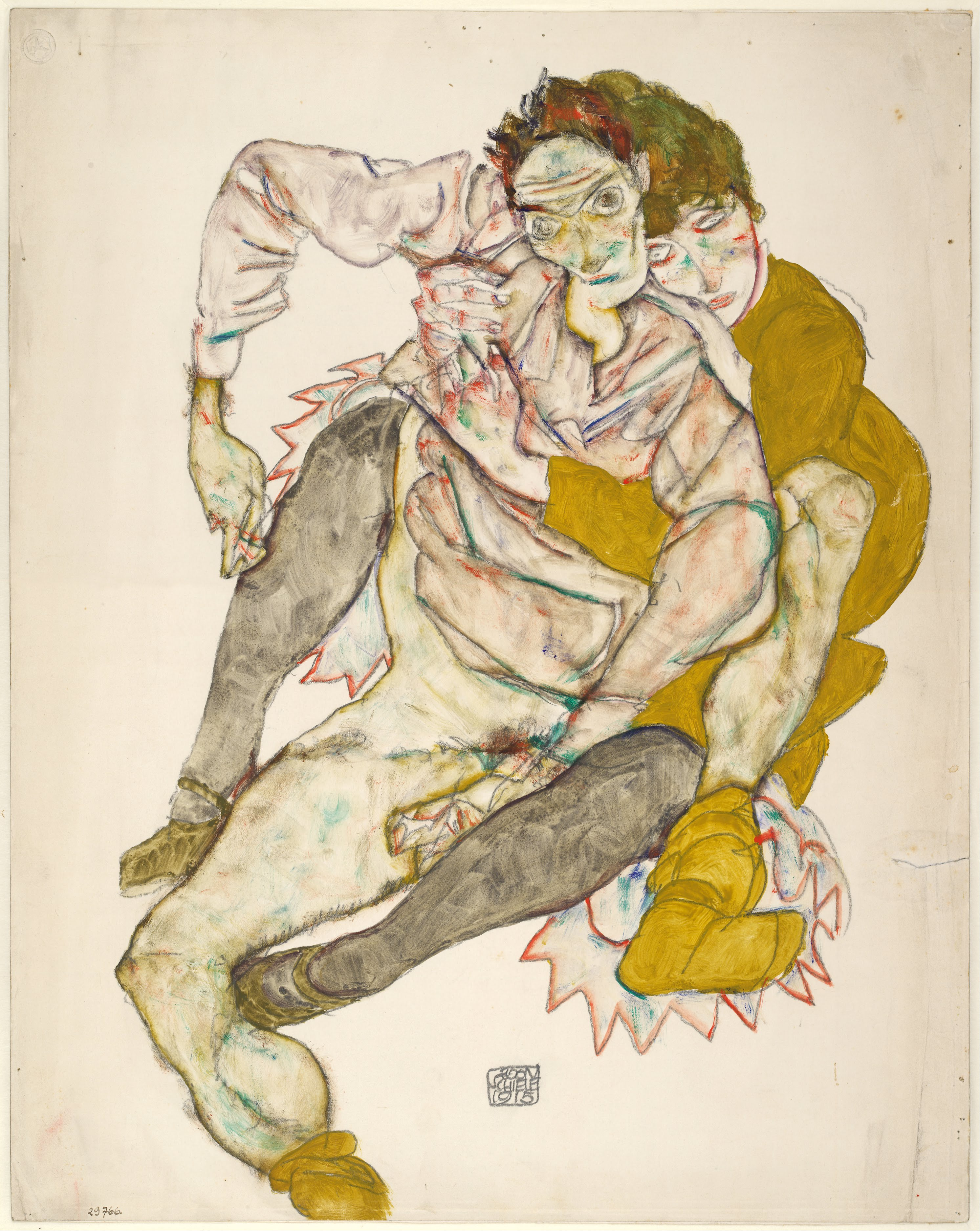
Pareja sentada (Egon y Edith Schiele), 1915.

Conoció a Edith y a Adele Harms, dos hermanas de clase burguesa, las invitó a paseos y para probar sus buenas intenciones, ante la austeridad de la madre de las jóvenes, se hizo acompañar por su amante Wally, sin que ella sospechara nada de la idea que rondaba por la mente del pintor. Esta idea fue expuesta en una carta fechada en febrero de 1915 dirigida a Roessler: «Tengo pensado casarme más ventajoso, pero no con Wall». Tras cortejar a ambas hermanas, se casó con Edith el 17 de junio de 1915. Su casamiento se produjo durante la Primera Guerra Mundial y Egon Schiele, por pertenecer a lo que se consideraba la élite intelectual, no fue enviado al frente, pero sí a Praga en servicios administrativos. Cerca de un año después fue trasladado a Viena con el privilegio de poder usar su taller. Según explica Roessler, Schiele propuso a Wally, a través de una carta, que se comprometía a «emprender todos los veranos un viaje de recreo con ella». Wally rechazó dicha propuesta y se incorporó a la Cruz Roja cuando empezó la Primera Guerra  Mundial. Su muerte se produjo en 1917, sin que hubiera habido ningún otro encuentro con Schiele.

La muchacha y la muerte (Egon y Wally) 1915.

En el año de su casamiento de 1915, Schiele realizó la pintura La muchacha y la muerte, en la que representó un abrazo desesperado entre una pareja, sobre un paño arrugado blanquecino, que representa un lecho mortuorio, las figuras están como flotando sobre la superficie. Se reconoce al propio pintor en la figura masculina y a Wally en la femenina, el gesto de ella abrazando con sus manos y los dedos casi separados al hombre, mientras este parece que la está apartando con su mano derecha, muestra la tensión de una aproximación a la vez que un distanciamiento insuperable. Fue la despedida de Schiele a la pérdida de Wally, causada por su matrimonio.
En 1918 participó con éxito en la cuadragésimo novena exposición de la Secesión de Viena, de la que diseñó el cartel de la exposición y donde vendió la mayoría de los cincuenta cuadros presentados. Además ese mismo año colaboró en otras exposiciones en Zúrich, Praga y Dresde. En otoño de 1918 la pandemia de gripe de 1918 (que causó más de 20 millones de muertos en Europa) asoló Viena. Edith, embarazada de seis meses, murió el 28 de octubre. Tres días después, el 31 de octubre de 1918, Egon Schiele falleció de la misma enfermedad a la corta edad de 28 años. Durante el breve lapso que separó sus muertes, Schiele realizó unos bocetos de Edith, que se consideran sus últimas obras. Meses antes, en febrero de ese año y también debido a la pandemia, había acabado la vida de su amigo y maestro Gustav Klimt.

## Características
Su temática asume una altísima tensión emotiva en la sensualidad, que se vuelve obsesión erótica, junto al tema de la soledad angustiosa. Schiele utilizaba una línea cortante e incisiva para expresar su propia realidad y para mostrar impetuosamente la dramática destrucción física y moral del ser humano. El color adquiere un valor autónomo, no naturalístico, resultando particularmente eficaz en sus muchas acuarelas y en sus diseños de alucinada tensión.
Al igual que en otros pintores austríacos de la época, como Alfred Kubin y Oskar Kokoschka, el espacio se convierte en una suerte de vacío que representa la trágica dimensión existencial del hombre, en continuo conflicto entre la vida y la muerte y, sobre todo, la incertidumbre. Su interés por el cuerpo es un hecho artístico, que pretende dar a conocer la parte fuerte y sensual de uno de los artistas más importantes del expresionismo. Schiele estuvo influenciado fuertemente en sus comienzos por Gustav Klimt pero, hacia 1910, su pintura se convirtió en un viaje de introspección psicológica.

### Autorretratos
Cerca de cien autorretratos fueron los que realizó Schiele, lo que demuestra que entre los pintores de su época fue uno de los que más observó «su propio yo», se captó en forma figurativa siempre, aunque en los primeros, realizados entre 1905 y 1907, eran más naturalistas. Seguramente esta búsqueda de demostrar su ser fue por el deseo de compensar la pérdida de la muerte de su padre, por medio de una exhibición y exaltación de su propio ego —puesto que su padre siempre había alabado sus dibujos— y encontrándose aún en edad de la pubertad, intentó asumir el papel de «hombre de la casa» mediante la intensificación de su propio orgullo. A partir de 1910 y cada vez más, fue deformando su figura con poses extravagantes y gestos patéticos, que, de forma consciente, despersonalizaba o envejecía. Friedrich Stern escribió en noviembre de 1912: «También aquí presenta un autorretrato que resulta difícil de reconocer porque la descomposición se encuentra demasiado avanzada; él creía que tenía que representar su joven rostro conmocionado por esa descomposición. Esto es realmente triste...»
Los rasgos más sobresalientes con los que se representaba eran la extrema delgadez de la figura, las contorsiones del cuerpo, un cabello corto y rebelde y una mímica casi tétrica. Seguramente el pintor habría leído a Friedrich Nietzsche, al margen de una influencia directa, muchas de sus pinturas están cercanas a las ideas de Nietzsche, como la que se formula en un capítulo de Así habló Zaratustra: «Hermano, detrás de tus pensamientos y sentimientos se encuentra un poderoso soberano, un sabio desconocido que se llama Yo Mismo. Vive en tu cuerpo y es tu cuerpo.»
Pero en su mayor parte no parecía tan orgulloso de su imagen, sino más bien mostraba lo patético de su estado ruinoso. Agotada su función como un ideal clásico (el desnudo académico) y de tipo social (el género del retrato), la figura resurgía casi del trastorno psicosexual. La representación de sí mismo desnudo se hizo más habitual, la mayoría de los autorretratos no tienen ningún fondo, solo superficies lisas monocromas que, junto con las líneas del contorno del cuerpo irregulares y angulosas, le hacían conseguir una figura más expresiva, pero alejando el aspecto natural de la imagen, que aún lo conseguía más con anchas pinceladas de un cromatismo llamativo. Esto diferencia sus autorretratos con los realizados por Richard Gerstl, predecesor suyo que se autorretrató en varias ocasiones también desnudo.

### Figuras humanas

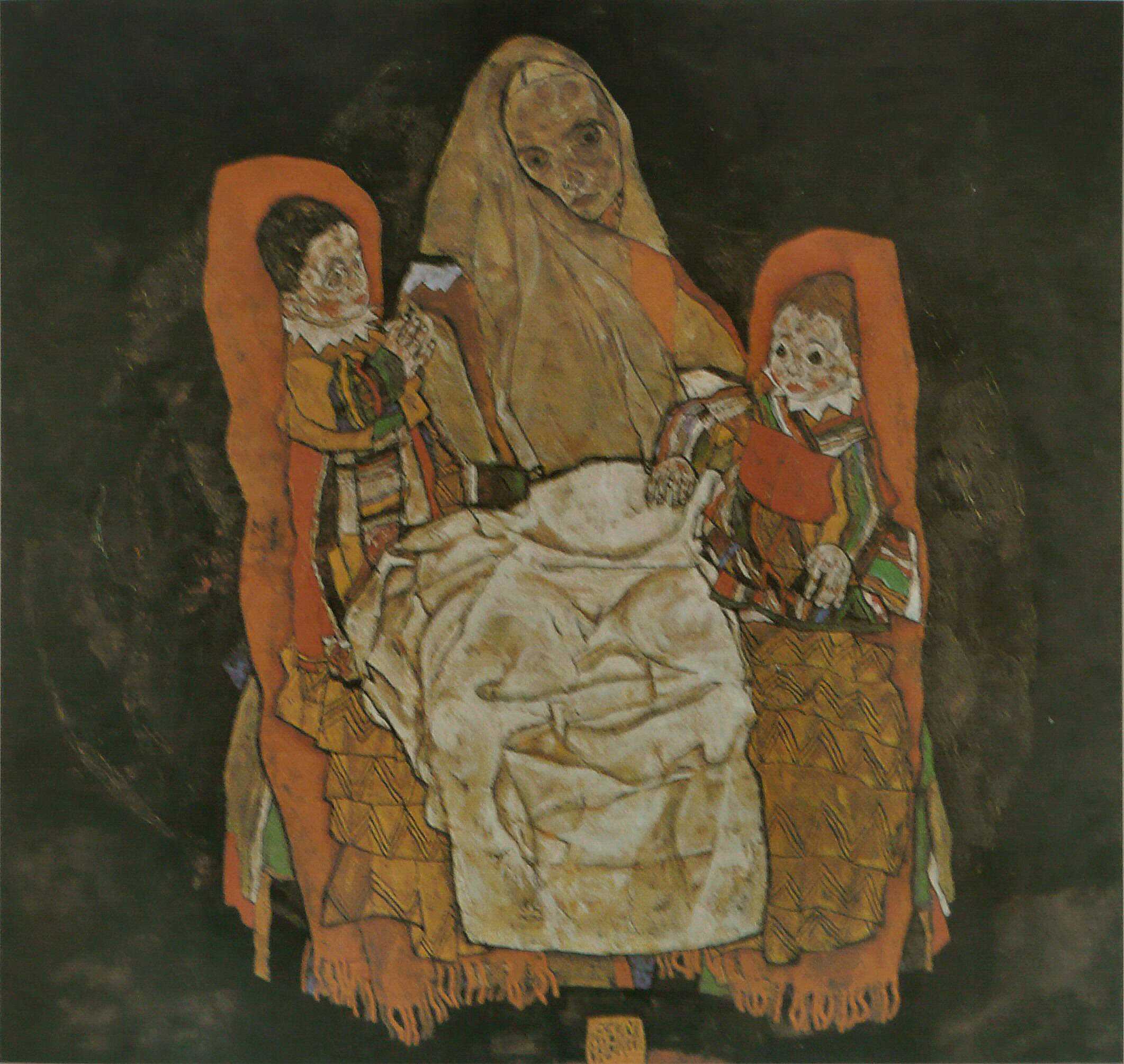
Madre con dos hijos (1915-1917).

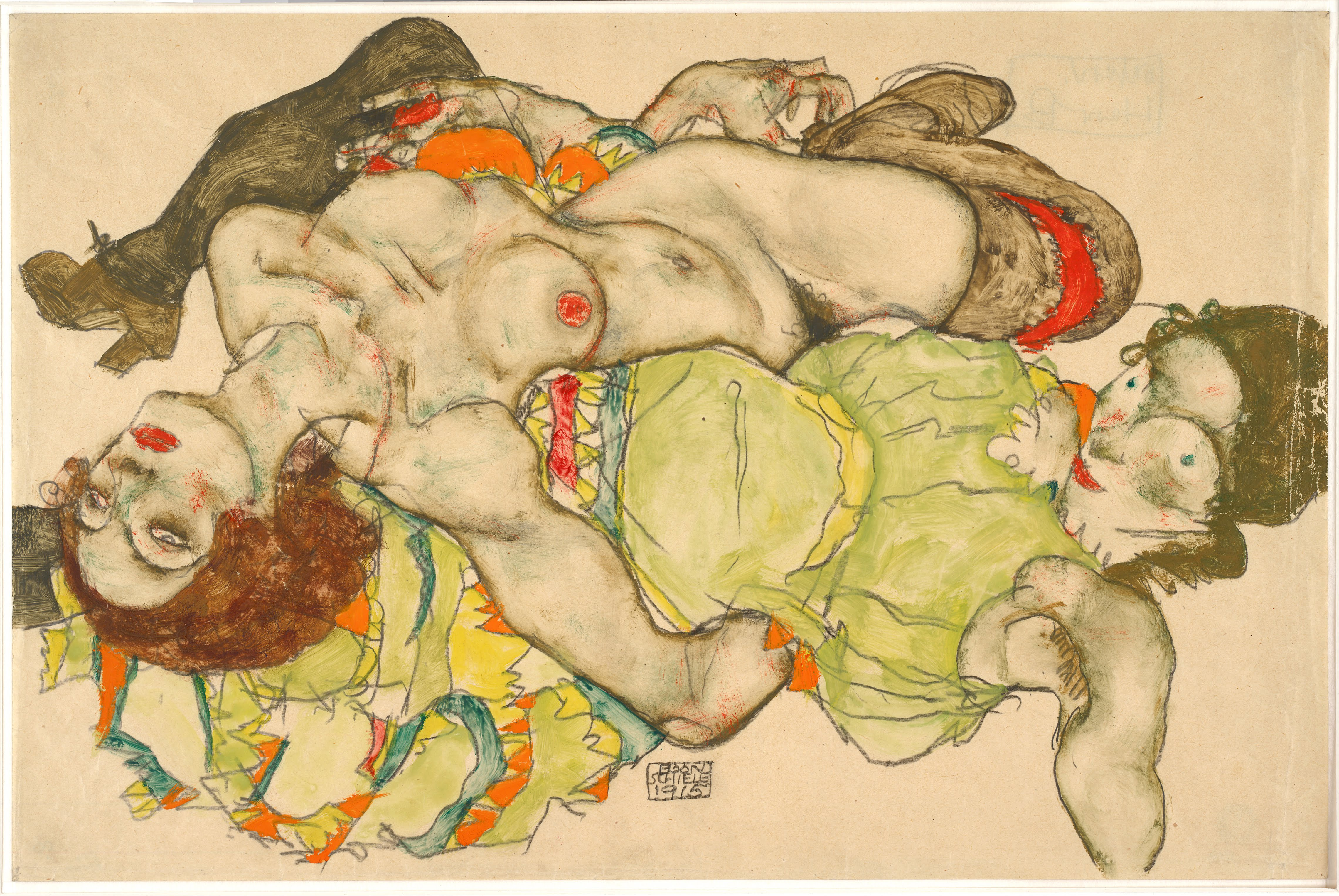
Dos mujeres echadas y entrelazadas (1915).

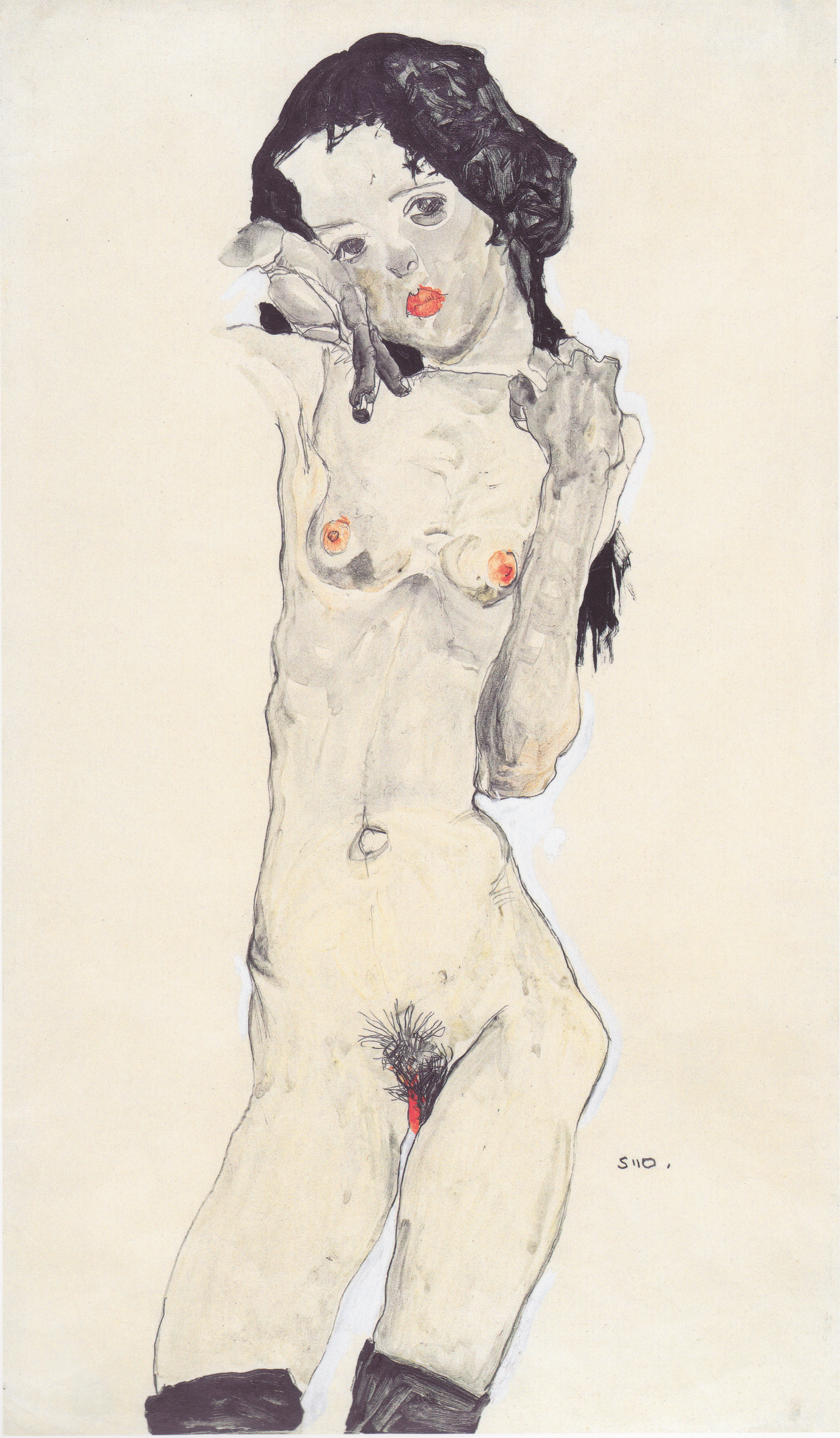
Muchacha desnuda con el pelo negro (1910).

La atención artística de Egon Schiele se centró principalmente en la figura humana, especialmente la femenina, que representó en una amplia y variada gama de expresiones:
- desnudo duro y agudo;
- mujeres fuertes, orgullosas y seguras de sí mismas;
- retratos de una profundidad psicológica profunda;
- parejas entrelazadas en un abrazo erótico sin amor.

Empleando colores en rojo, marrón oscuro, amarillo pálido y sombríos negros, trató de pintar el pathos directamente de los paisajes melancólicos con los árboles marchitos, así como imágenes desesperadas de madres y hijos afligidos. Son signos que revela el inconsciente, asumiendo una profundidad emocional mucho más pronunciada, que se caracterizan por una línea nerviosa, casi neurótica. Toman forma en el lienzo en una disonancia armónica que niega la estética y rompe el molde tradicional. El ego del artista emerge, contorsiona la materia y deja los ojos desorbitados y retorcidas las manos. Las manos es donde las líneas parecen denunciar el dolor, el sufrimiento, la tristeza de un alma a la deriva. Schiele describió los vericuetos de su mente, el tormento oscuro y el trauma doloroso por la pérdida prematura de su padre en 1905. Un hecho que marcó indeleblemente su relación con las mujeres y el erotismo.
Aparecen en sus lienzos cuerpos femeninos terriblemente provocativos, con poses a menudo absurdas, para confundir la espacialidad. Heinrich Benesch describió su forma de trabajar: 

La belleza que Schiele nos regala en la forma y el color, nunca existió antes de él. Su dibujo era algo único. La seguridad de su mano era casi infalible. Cuando dibujaba solía sentarse en una banqueta baja, el tablero de dibujo con las hojas sobre las rodillas apoyando la mano derecha sobre la base. Pero también le vi dibujar de otra manera, de pie delante del modelo apoyando el pie derecho sobre la banqueta. Sostenía el tablero de dibujo sobre la rodilla derecha y lo sujetaba con la mano izquierda en el borde superior. Después disponía el lápiz, a pulso, perpendicular a la hoja y trazaba sus líneas, por así decirlo, a partir de la articulación del húmero.

El artista presentó una tensión erótica existencial y psicológica para difundir un mensaje de crítica social contra la falsedad de la burguesía. Más que una liberación del yo, su arte muestra un conflicto interno del sujeto individual que le enfrenta en relación con las autoridades, instituciones académicas y gubernamentales. En algunas de sus cartas dirigidas a su cuñado Leopold Czihaczek y al coleccionista Oskar Reichel, aparece en Schiele una «filosofía de la vida» de tendencia solipsista, en la que expresaba opiniones contra los ataques de los «filisteos»:

...los artistas siempre vivirán.— Creo que los grandes pintores siempre pintaron figuras... Yo pinto la luz que proviene de los cuerpos.—¡La obra de arte erótica también tiene santidad!.— Una única obra de arte "viva" es suficiente para lograr la inmortalidad del artista...—Mis cuadros deberían colocarse en edificios similares a templos.

En una superficie rugosa y escabrosa, Schiele mostró, sin falso pudor, un erotismo desprovisto de moralidad y triste, donde las protagonistas son chicas de rostro infantil y de actitud deliberadamente impúdica. Las representó en las más diversas variaciones, vistas desde arriba o de perfil y con extrañas posiciones y movimientos extravagantes. Benesch apuntó que a veces pintaba a sus modelos desde una escalera, colocada sobre ellas.
Schiele era un hábil dibujante, de trazo claro, rápido y duro, sin dudas, no concedía espacio a la apreciación decorativa o estética de sus pinturas o dibujos. Sus obras tienen todas un fuerte y violento impacto en el espectador, que asume casi una posición de intérprete psicoanalítico; exudan el deseo de rebeldía y provocación como angustia existencial. Schiele buscaba, en las figuras angustiadas sin referencia al contexto histórico y social, los «instintos reprimidos», exploraba el exhibicionismo y el voyerismo, hacia un estado afectivo que puede llegar a lo patológico.

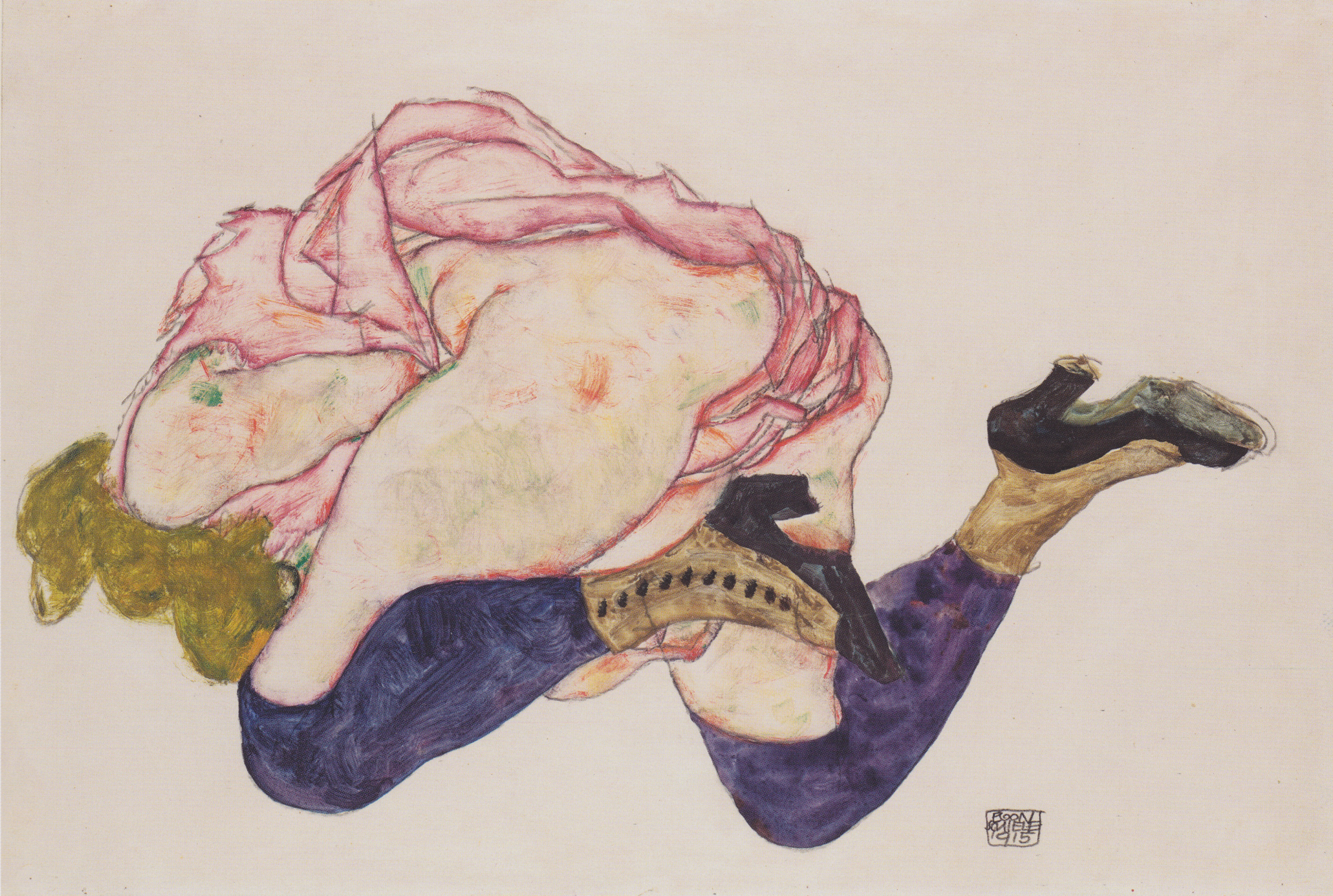
Arrodillada con la cabeza inclinada hacia abajo (1915).

Trabajó, en un sentido constante y siempre presente, el carácter dramático y una visión de la realidad sufrida y meditada en su interior. El arte de Schiele permite, entonces, perderse en el infinito existencial y se encuentra cara a cara con el significado de la vida, que desafía las órdenes y se detiene en el magma emocional de una mancha de color. Una de las fuentes de inspiración surgió en las experiencias de enfermos mentales que su amigo Erwin Osen había realizado por encargo del Dr. Kronfeld: dibujos de pacientes del manicomio local de Steinhof. Era Osen un personaje con una mímica artificial que Schiele, en los retratos que le realizó, consiguió trasmitir. Es posible establecer también una relación directa, comparando algunos dibujos con los realizados por el Dr. Paul Richer, asistente del neurólogo Jean Martin Charcot, que constituyeron un catálogo de rasgos característicos de fases patológicas. El pintor pudo adoptar esas tipologías en algunos de sus modelos incluyéndose él mismo, ya que poseen los llamativos movimientos que presentan estáticos o en actitud convulsiva, cierto parecido con los «maniquís» de Charcot. El resultado de la investigación de Charcot y Richer, que observaron que sus estudios en parte reaparecían en pinturas y dibujos históricos, lo editaron en su obra Les démoniaques dans l'art (1887).

### Paisajes y otros
Observando a su alrededor, Schiele no pudo evitar sentirse fascinado por Van Gogh y con su personal carisma cromático, pesado y fuerte. Le rindió homenaje en La habitación del artista en Neulengbach, inspirada en El dormitorio en Arles (1888) del pintor neerlandés, como también reinterpretó Los girasoles, en una versión con color marrón opaco, donde los pétalos pierden consistencia y adquieren la trágica verdad de decadencia. El formato muy alargado y la mímica de las grandes hojas convierten a su girasol en un reflejo de sentimientos casi humanos.

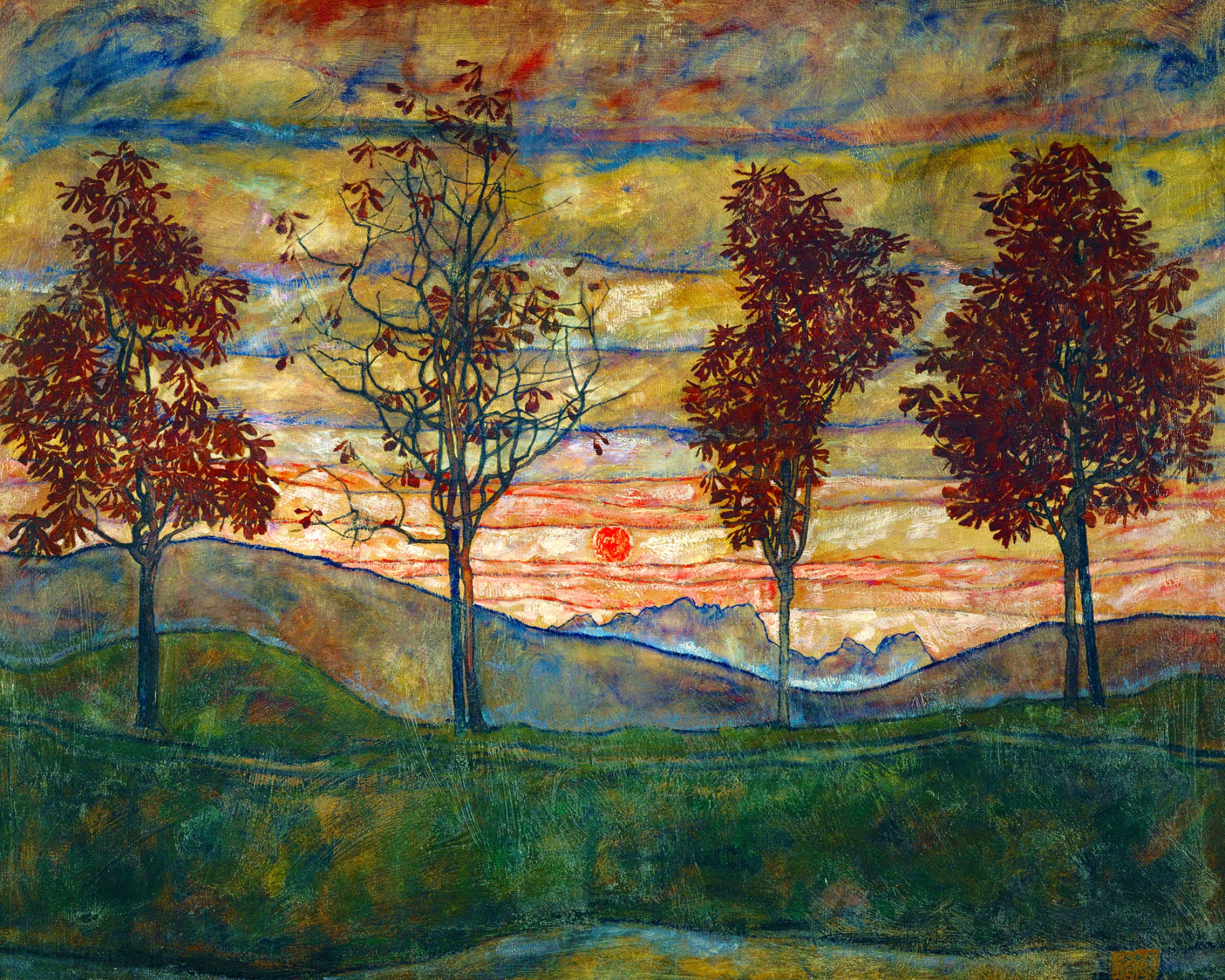
Cuatro árboles (1917).

En la fase final de su vida el trazo se vuelve más nervioso, alcanza la máxima libertad de expresión creando muchos paisajes, en los Cuatro árboles, del año 1917, ya emplea colores calientes y el fondo se convierte en un ambiente con emociones violentas. Muestra en esta pintura, unas líneas horizontales y verticales en su composición y un árbol con las hojas caídas, entre los que se encuentran llenos de ellas, hace conseguir un efecto otoñal de melancolía.
El autor describió en una carta de 1913 sobre la pintura de la naturaleza:

También hago estudios, pero creo y sé que la copia de la naturaleza carece de importancia para mí, porque yo pinto mejor a partir de los recuerdos, como visión del paisaje. Ahora observo sobre todo los movimientos corporales de las montañas, el agua, los árboles y las flores. Por todas partes le recuerdan a uno movimientos similares a los del cuerpo humano, sentimientos similares de alegrías y penas en las plantas.

Los paisajes urbanos del artista cambiaron como lo hicieron también las representaciones de la naturaleza. Los paisajes de su juventud mostraban un estilo tradicional, entre los que se encuentran los realizados en Klosterneuburg. En 1910 pinta dos cuadros que llevan el título de La ciudad muerta, inspirados en la novela Brugues-la-morte, traducida al alemán, del escritor belga Georges Rodengach (1892). Renunció a la descripción del entorno o de una topografía y se centró en las construcciones de las casas, muchas de ellas a vista de pájaro como ocurre en el Paisaje de Krumau (1916) o en Casa del suburbio con ropa tendida (1917), donde manifestó una visión íntima que presenta una sencillez con aspecto pintoresco. Esta misma forma de hacer, en los dibujos, le acercan a una apariencia más ilustrativa, en definitiva, en sus paisajes no se ven chimeneas ni testimonios de ninguna clase de técnica industrial, igual que para el poeta Georg Trakl la «gran ciudad no producía ningún paisaje espiritual». El pintor y escritor Albert Paris Gütersloh, amigo de Schiele, fue el primero que apoyándose en la «vista de pájaro» describió en un ensayo de 1911: «Él (Egon Schiele) llama muerta a una ciudad que ve en perspectiva, de arriba hacia abajo. Porque cualquier ciudad lo sería si se la mirara de esa forma. El doble significado de la vista de pájaro se comprende inconscientemente. El título es equivalente a la idea del cuadro que designa».

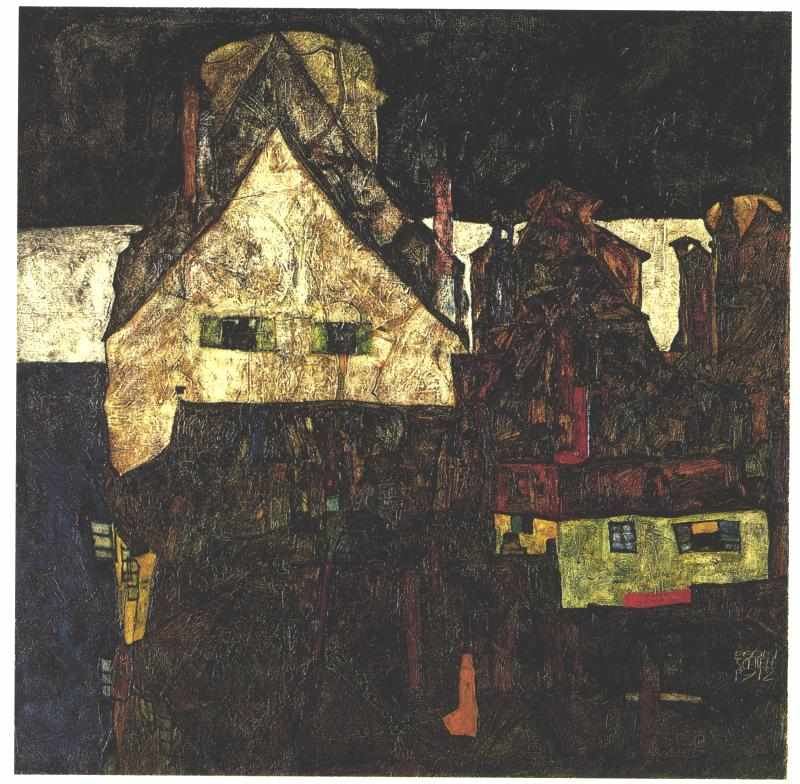
Ciudad muerta (1910-1912).
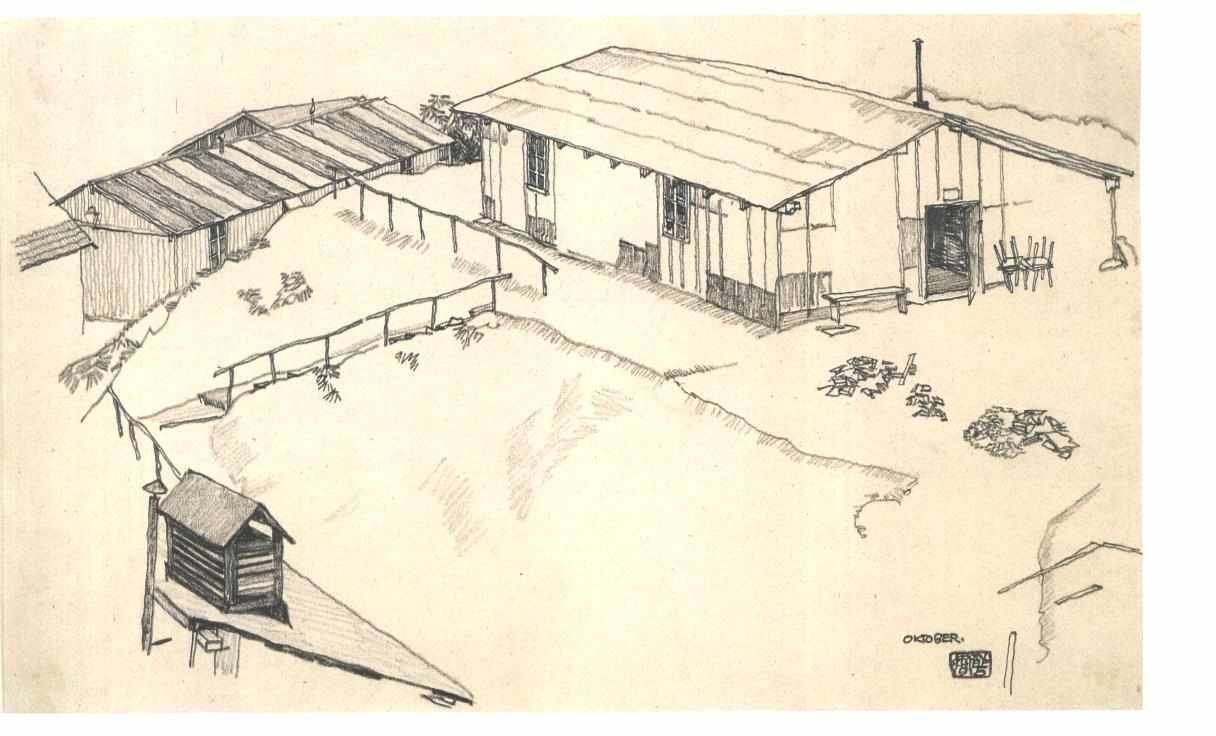
Casa con cobertizo (1915).
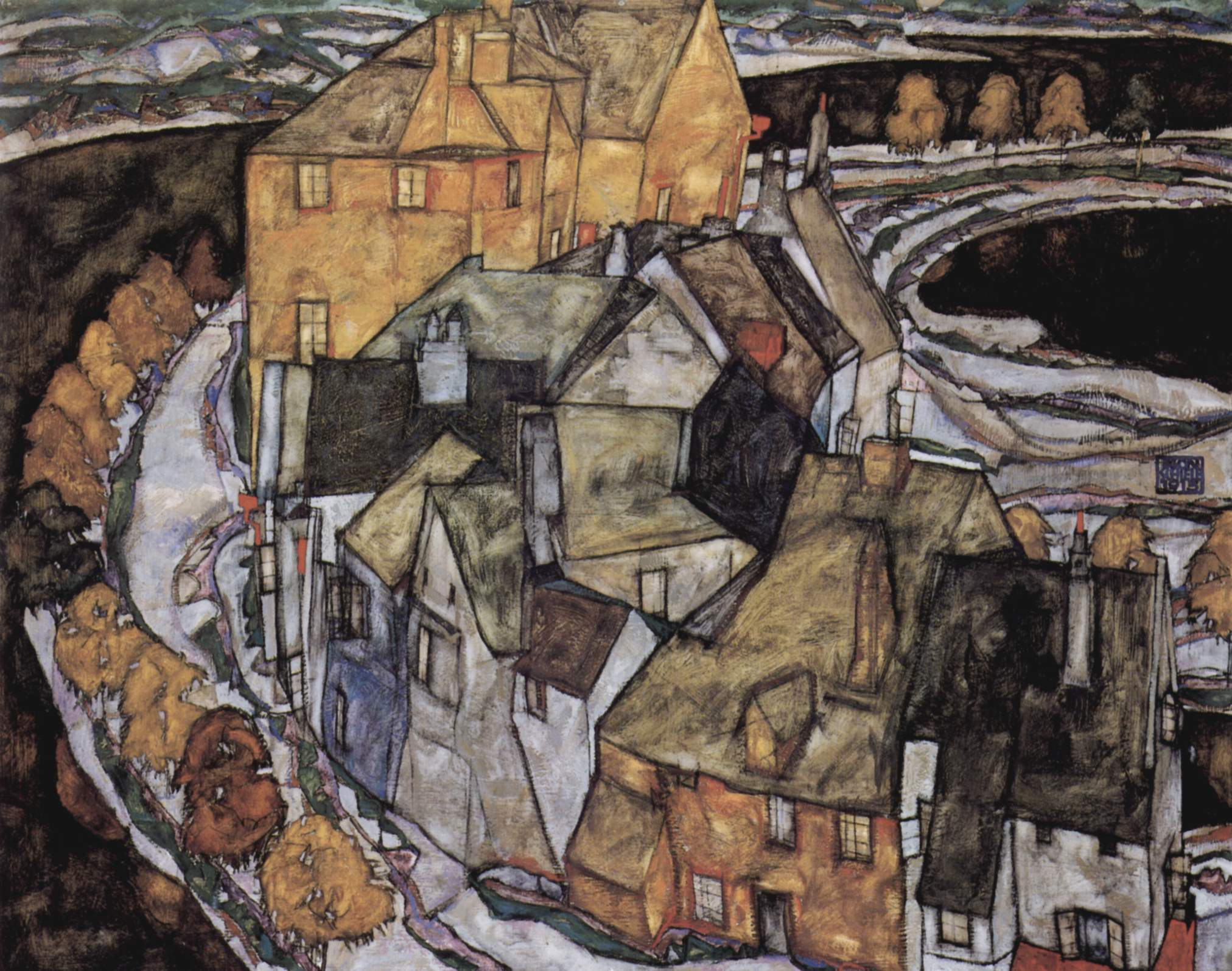
La casa de la curva (1915).
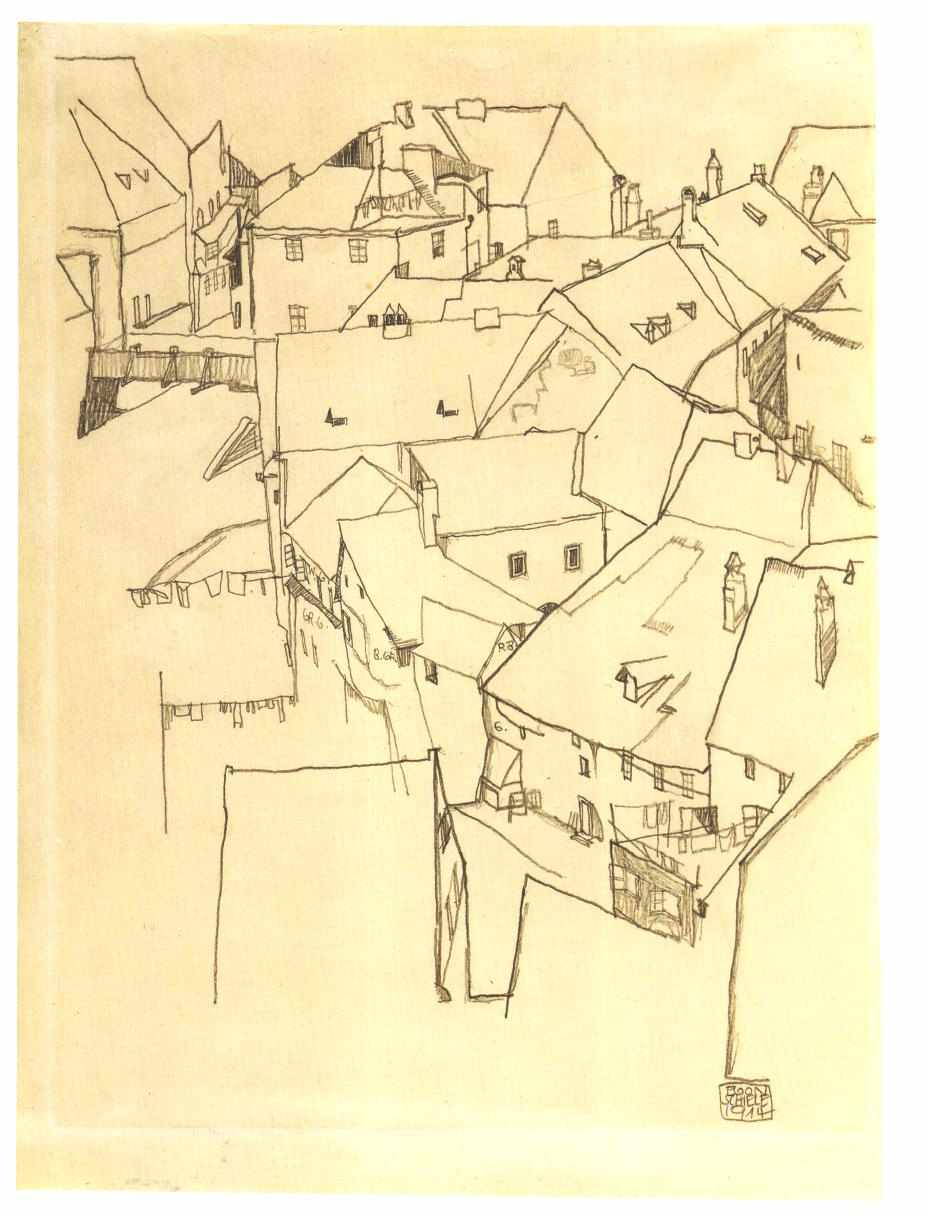
Krumlov (1914).
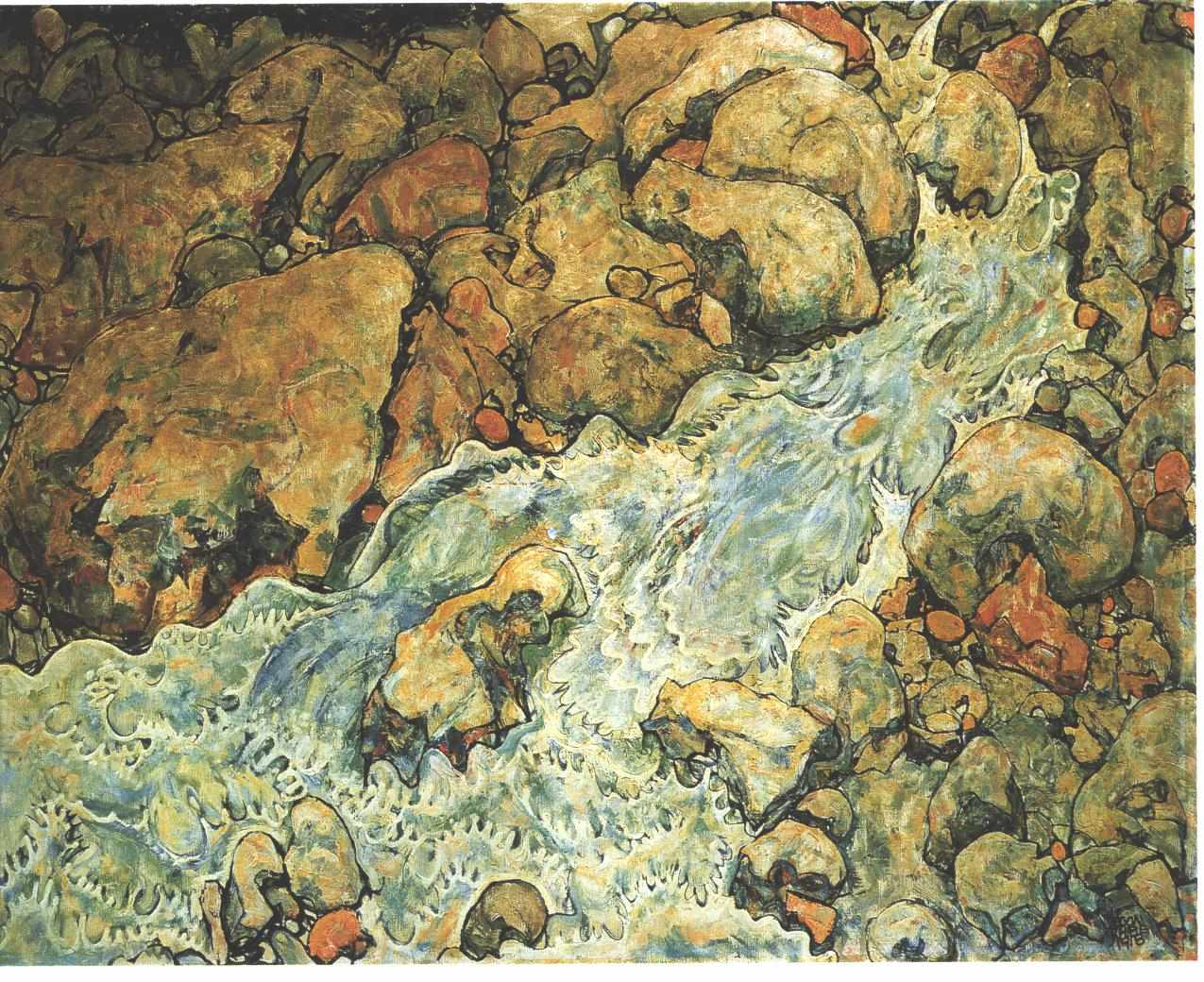
Torrente (1918).

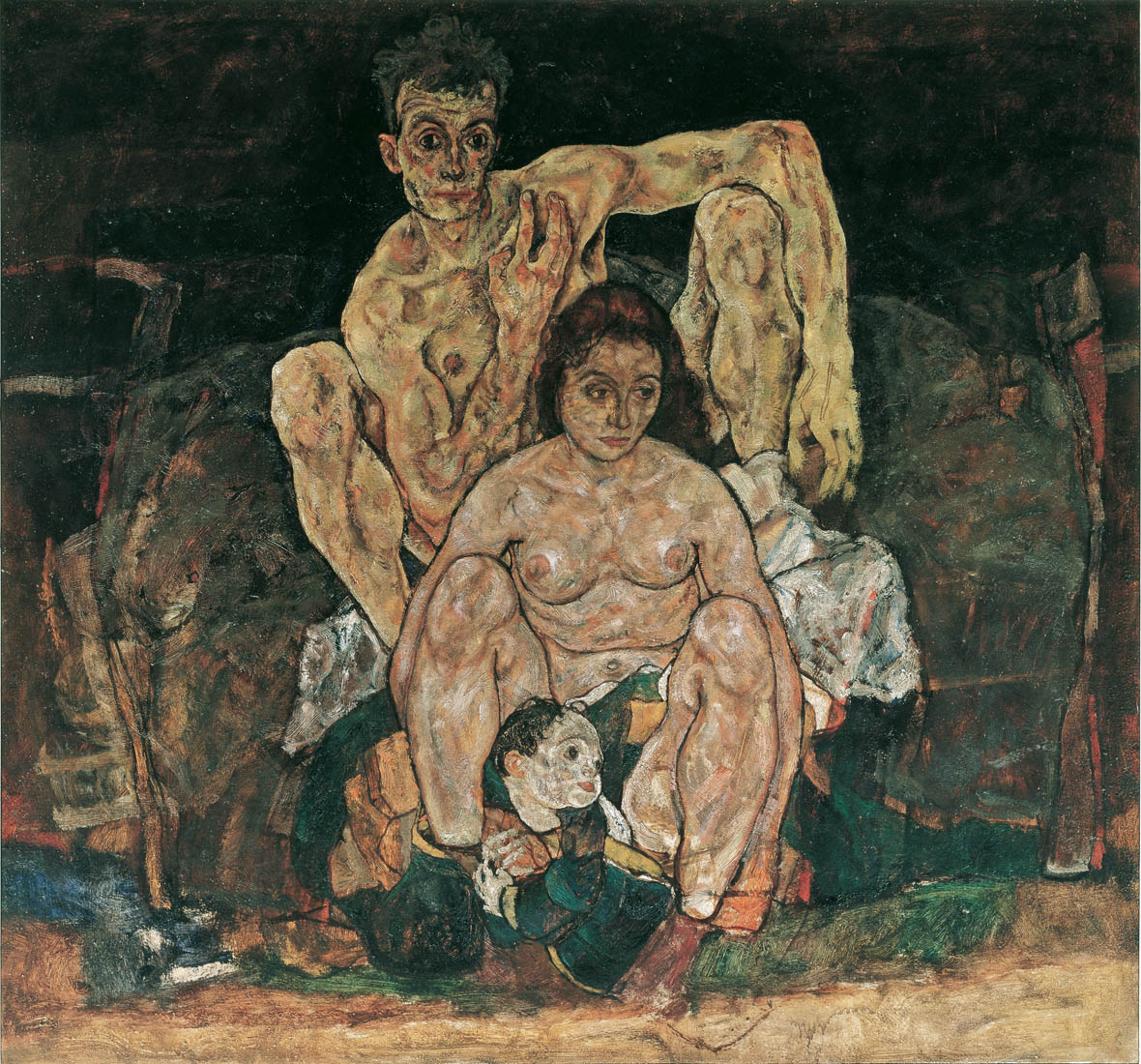
La familia (1918).

La última pintura importante realizada por Schiele fue una titulada La familia (1918). Es de un realismo bastante inusual en el pintor y documenta su situación biográfica —en esa época estaba su esposa Edith esperando un hijo— y su desarrollo en el arte. Presenta un grupo de desnudos, el hombre, en el que es fácil reconocer al propio autor, se encuentra sentado sobre un sofá, delante de él, sentada en el suelo, aparece la figura de una mujer con un niño pequeño entre sus piernas envuelto en una manta. Destacan los cuerpos iluminados de los personajes adultos y la cara del niño sobre el color oscuro del fondo, los tonos cromáticos sirven en esta pintura para resaltar los volúmenes corporales, no son líneas gruesas rellenas de color, como sus anteriores pinturas. Es en realidad una obra pictórica que muestra un lenguaje menos agresivo que el utilizado anteriormente por Schiele. A pesar de su temática, el cuadro demuestra una melancolía sin expresividad drástica, las miradas del hombre y de la mujer están perdidas en sus pensamientos, con ello, el autor rompe la composición del grupo unido en una forma casi circular.

## Obra literaria
- Schiele, Egon: Egon Schiele en prisión. Vigo, Maldoror ediciones, 2004. Traducción: Jorge Segovia. ISBN 84-933639-1-X PDF con el libro completo y dibujos
- Schiele, Egon: Yo, eterno niño (Poemas). Vigo, Maldoror ediciones, 2005. Traducción: Jorge Segovia.